# Кроулі (Надприродне)
Кроулі, Кровлі (англ. Crowley) — вигаданий персонаж американського містичного серіалу Надприродне, створеного компанією Warner Brothers, могутній демон і Король перехресть, пізніше — Король Пекла.
За життя Кроулі носив ім'я Фергус Родерік Маклауд (англ. Fergus Rodrick MacLeod). Він народився приблизно в 1661 році в Кенісбеї (англ. Canisbay), Шотландія. Його матір'ю була сильна відьма Ровена. За однією версією, вона завагітніла на оргії під час зимового сонцестояння, в якій брало участь безліч чоловіків. За другою — батьком Фергуса був багатий і одружений чоловік. Ровена народила сина на солом'яному килимку, а коханець кинув її майже відразу після його народження. В будь-якому випадку, свого батька Фергус не знав. Ровена не була хорошою матір'ю, адже якось, за словами самого Кроулі, ледве не продала його за трьох свиней. Також вона говорила, що син помре в стічній канаві, в калюжі власної блювоти. Проте Ровена встигла навчити його деяких чаклунських фокусів. Коли Фергусу було вісім років, мати залишила сина в убогому робочому будинку, сказала, що скоро повернеться, і пішла. Більше Маклауд її не бачив. Подорослішавши, Фергус став працювати другорозрядним кравцем (англ. a "two-bit" tailor). Був одружений і мав сина — Гевіна. Маклауд багато пив і погано поводився з сином, навіть забороняв йому вчитися. Як наслідок, Гевін ненавидів батька навіть більше, ніж той його. Фергус продав свою душу демону за зайві три дюйми нижче пояса (англ. sold his soul for an extra three inches below the waist), так як хотів, щоб цифра була двозначною. Як людина він помер у 1723 році у віці 62 років і був похований сином на глухому цвинтарі в Шотландії. Після смерті Кроулі відправився в Пекло і став демоном перехрестя. Через якийсь час він піднявся і став фактично правою рукою Ліліт. Пізніше зайняв посаду Короля перехресть, а після ув'язнення Люцифера у спеціальній Клітці став Королем пекла.

## Сюжет

### 5 сезон
Кроулі представлений в середині 5 сезону в 10 серії «Залиш всяку надію», вперше згаданий наприкінці попередньої серії «Справжні мисливці за привидами». Коли головні герої серіалу Сем і Дін Вінчестери дізнаються, що Кроулі — не Ліліт, як вважалося раніше, яка забрала «Кольт» у Бели Талбот в 3 сезоні. У наступній серії вони відстежують і протистоять Кроулі. Хоча його охоронці захоплюють братів, він використовує «Кольт», щоб убити своїх ж підопічних, перш ніж пояснити, що він поділяє мету Вінчестерів — вбити Люцифера, оскільки Кроулі знає, що Люцифер вб'є всіх демонів, коли він уб'є людей. Демон передає «Кольт» братам для вбивства Люцифера, а потім повідомляє їм про його місцезнаходження, щоб вони могли його знайти. Коли «Кольтом» не вдається вбити Люцифера, Кроулі змушений бігти, щоб уникнути відплати за зраду. Дізнавшись про новий план Вінчестерів зупинити Люцифера, знову закривши його в його клітці Пекла, використавши, кільця Вершників, Кроулі знову допомагає братам у 20 серії «Знайомий вам Диявол», щоб допомогти їм знайти Чуму і дістати його кільце, організувавши захоплення високопоставленого демонічного прислужника Чуми і, зрештою, маніпулюючи демоном, виявити його місцезнаходження. Потім він маніпулює старим другом Вінчестерів — Бобі Сінгером, щоб «позичити» Кроулі його душу для того, щоб вони знайшли Смерть. При цьому Кроулі запевнив Боббі, що він скасує свою угоду на душу Боббі, коли Люцифер потрапить до «клітки». Незабаром виявляється, що він хоче, шантажувати братів душею Боббі, щоб вони не могли вбити його після того, як вони зупинять Люцифера. Незважаючи на постійно зростаючу ворожнечу між собою, Кроулі допомагає Діну дістати останнє кільце Смерті.

### 6 сезон
4 серія 6 сезону «Вихідні у Боббі» показує, що Кроулі виконує свої обіцянки і планує зберегти душу Боббі, сказавши йому, що він дасть йому десять років життя, перш ніж він уб'є та приведе в Пекло. Врешті-решт, Кроулі змушений повернути душу Боббі, через погрози Вінчестерів. Цей епізод показує передісторію Кроулі: він був шотландцем у 17 столітті на ім'я Фергюс Маклауд, чий син, Гевін, ненавидів його так само, як і Кроулі ненавидів його. Також виявляється, що Кроулі став королем пекла після ув'язнення Люцифера в клітці у фіналі 5 сезону. Кілька серій пізніше Кроулі, маніпулює Вінчестерами, заставляє захоплювати монстрів. Він пояснює, що хоче допитати монстрів про те, як дістатися до Чистилища — потойбічного світу монстрів — щоб мати змогу збирати там душі і стати всесильним. Потім він примушує Сема і Діна знову працювати на нього, стверджуючи, що він може повернути душу Сема; однак, як тільки він змушений визнати, що він збрехав, ангел Кастіель, вбиває його. Врешті-решт виявляється, що Кроулі насправді все ще живий і все ще намагається знайти Чистилище таємно; крім того, він і Кастіель весь час працювали разом, щоб знайти це місце. Вони дізнаються, як відкрити Чистилище у фіналі сезону, але Кастіель зрозумів, що він не може дозволити Кроулі взяти будь-яку душу Чистилища, таким чином Кроулі утворює союз з ворогом Кастіеля — Рафаелем. Кастіель руйнує їх заклинання, щоб відкрити Чистилище, перш ніж забрати для себе всі душі. Кроулі тікає, а Кастіель наповнений всесильними душами вбиває Рафаеля.

### 7 сезон
Кроулі вкотре таємно допомагає Вінчестерам у прем'єрі 7 сезону «Познайомтесь з новим босом», хоча він не дуже хоче протистояти богоподібному Кастіелю, проте вони всі хочуть його якнайшвидше вбити. Коли Кастіель не втримує в собі Левіафанів, Кроулі намагається укласти союз із їхнім лідером Діком Романом, але Дік глузує з ідеї союзу між ними, ображаючи та погрожуючи Кроулі. У відповідь Кроулі наказує своїм демонам утриматися від нападів на Сема та Діна, щоб дозволити Вінчестерам знищити Левіафанів. Коли виявляється, що кров Кроулі потрібна для створення зброї для вбивства Левіафанів, він погоджується за умови, що вони спочатку витягнуть інші компоненти закляття. Пізніше Кроулі стикається з Діком, який укладає угоду з ним, щоб демон дав Вінчестерам неправильну кров і тим самим зіпсував закляття. Незважаючи на угоду, Кроулі дає Сему та Діну справжню кров, що призводить до смерті Діка та розкриття плану Левіафанів.

### 8 сезон
У 8 сезоні Кроулі розриває союз із Вінчестерами і стає проти них, оскільки вони прагнуть назавжди запечатати всіх демонів у Пеклі, виконавши три випробування, написані в скрижалі Бога про демонів. Сам Кроулі хоче використати скрижаль, щоб випустити всіх демонів на Землю, тому полює на неї і єдиний, хто вміє його читати — пророк Кевін Тран. Він може перекласти лише одну відламану половину скрижалі. Згодом він також цікавиться скрижаллю про ангелів. У 19 серії «Таксист» він намагається завадити другому випробуванню, яке Сем і Дін намагаються закінчити, перетягнувши душу померлого Боббі назад до Пекла. Він тікає, коли ангел Наомі збирається напасти на нього. Однак епізод закінчується тим, що Кроулі знову успішно захоплює Кевіна, намагаючись вбити його. Кевін доводить, що його не можна обдурити або погрожувати перекласти половину скрижалі демона. Кроулі заважає втручання ангела Метатрона. Хоча Кевін бере із собою половину скрижалі демона Кроулі, коли його рятує Метатрон, у Кроулі тепер є скрижаль ангела. У наступному епізоді він починає вбивати людей, яких врятували Сем і Дін, погрожуючи вбити їх усіх і, в тому числі, Вінчестерів, якщо Сем і Дін не здадуть скрижаль демонів і не відмовляться від випробувань. Брати заманюють Кроулі в пастку у фіналі сезону, після чого вони беруть його в полон і роблять предметом остаточного випробовування: відновлення людяної сутності демона шляхом введення йому очищеної людської крові. Хоча Кроулі вдається зробити дзвінок іншим демонам, єдиний, хто з'являється, — Абаддон, який нападає на Кроулі, плануючи захопити Пекло після його вбивства. Сем рятує його від Абаддон, і Кроулі незабаром починає виявляти людські емоції від впливу крові Сема, але процес зупиняється, тому, що завершення останнього випробовування вимагатиме смерті Сема.

## Характеристика

### Зовнішність
Як посудину використовував тіло Ніка, «помірно успішного» літературного агента з Нью-Йорка, якого називав своїм «улюбленим костюмом». При цьому ті, хто спілкувався з ним, визнавали в ньому англійця. Очі Кроулі були червоними, як і в інших демонів перехресть, тоді як його «димова» форма також була червоною, на відміну від традиційного чорного диму, характерного для більшості демонів. Цим Кроулі виділяється серед усіх інших демонів.

### Особистість
Кроулі дуже розумний, хитрий і вміло маніпулює іншими людьми. Він — умілий психолог, і знає, що запропонувати людині для укладення угоди. Незважаючи на свою зарозумілість, він не виключає можливих загроз, таких як Вінчестери, і ніколи не недооцінює їх, на відміну від інших демонів.
Під привітним фасадом Кроулі, ховається жорстокий і нещадний противник. Здається, тортури доставляють йому задоволення. Він безжально ставиться до інших демонів і карає їх за найменші провини. Головне для Кроулі — самозбереження. Він користується будь-якими засобами, щоб вибратися сухим із води. Він переграв і перехитрив багатьох своїх супротивників, навіть тих, хто був могутніший за нього. Однак він не схильний до зради і завжди чесно виконує умови договору.

## Цікаві факти
- Єдиний з героїв, котрий не був у Чистилищі та Раю.
- Кроулі володіє багатьма стародавніми мовами, в тому числі і енохіанською.
- Телефонний номер Кроулі містить три шістки, тобто «число звіра».
- Кроулі — перший, хто придумав робити з ангельського клинка кулі, що виявилося досить ефективною зброєю як проти самих ангелів, так і демонів.
- У телефонній книжці Кроулі Сем і Дін записані, як «Лось» і «Не лось» відповідно.